# Vico C
Луис Армандо Лосада Круз (Luis Armando Lozada Cruz; родился 8 сентября 1971 года) — американский рэпер, певец и продюсер, известный под псевдонимом Vico C. Считаясь отцом-основателем реггетона, Vico C сыграл влиятельную роль в развитии латиноамериканского хип-хопа и городской музыки.
Среди его наград — Премия ASCAP Авангард, Латинская Грэмми, Billboard Latin Music Awards и номинация на Грэмми.

## Биография
Он родился 8 сентября 1971 года в Нью-Йорке и вырос в Пуэрто-Рико. Прозванный El Filósofo del Rap («Философ рэпа») Луис Армандо Лосада Круз (Luis Armando Lozada Cruz) взял себе профессиональное имя Vico C. Он описывает реггетон как «по сути хип-хоп, но со вкусом, более совместимым с Карибами».
Будучи одним из основателей хип-хопа на испанском языке, Вико Си смог показать, что можно читать рэп полностью и убедительно на испанском, используя лишь отдельные английские фразы или сленговые термины. Его можно увидеть в рэп-движении ещё во времена его «андеграунда», когда он был призраком и продюсером музыки для других молодых исполнителей на пуэрториканской рэп-сцене.

## Наследие
Vico C известен как самый влиятельный артист в истории испаноязычного хип-хопа и реггетона во всей Латинской Америке и Испании. Вико признан за то, что его тексты были вдумчивыми, проницательными, социально сознательными, а также запоминающимися и танцевальными песнями для всех типов аудитории. Музыкальный проект, реализованный DJ Negro и Vico C, стал предшественником жанра, известного сегодня как реггетон. Многие испанские журналисты и эксперты в области хип-хопа/реггетона считают Вико Си величайшим или одним из величайших артистов в истории жанра.

## Дискография
- La_Recta_Final (1989)
- Misión La Cima (1990)
- Hispanic Soul (1991)
- Xplosión (1993)
- Con poder (1996)
- Aquel Que Había Muerto (1998)
- Emboscada (2002)
- En Honor a la Verdad (2003)
- Desahogo (2005)
- Babilla (2009)
- Pánico (2023)

## Награды и номинации

### American Society of Composers, Authors and Publishers Awards
| Год  | Номинируемая работа | Категория      | Результат | Ссылка |
| ---- | ------------------- | -------------- | --------- | ------ |
| 2017 | Vico C              | Vanguard Award | Победа    | [ 11 ] |

### BillboardLatin Music Awards
| Год  | Номинация | Награда                                        | Результат | Ссылка |
| ---- | --- | ---------------------------------------------- | --------- | ------ |
| 1999 | Aquel Que Había Muerto | Latin Rap Album of the Year                    | Победа    | [ 12 ] |
| 2002 | Vivo | Latin Rap Album of the Year                    | Номинация | [ 13 ] |
| 2003 | Emboscada | Latin Rap Album of the Year                    | Номинация | [ 14 ] |
| 2004 | En Honor a la Verdad | Latin Rap/Hip-Hop Album of the Year            | Номинация | [ 15 ] |
| 2005 | «Los 12 Discípulos» Shared with Eddie Dee, Gallego, Tego Calderón, Daddy Yankee, Julio Voltio, Ivy Queen, Zion & Lennox, Johnny Prez, Nicky Jam and Wiso G | Tropical Airplay Track of the Year, New Artist | Номинация | [ 16 ] |
| 2006 | Desahogo | Latin Rap/Hip-Hop Album of the Year            | Номинация | [ 17 ] |

### Grammy Awards
| Год  | Номинируемая работа | Категория                                   | Результат | Ссылка |
| ---- | ------------------- | ------------------------------------------- | --------- | ------ |
| 2006 | Desahogo            | Best Latin Rock, Urban or Alternative Album | Номинация | [ 18 ] |

### Latin Grammy Awards
| Год  | Номинируемая работа           | Категория              | Результат | Ссылка |
| ---- | ----------------------------- | ---------------------- | --------- | ------ |
| 2002 | Vivo                          | Best Urban Music Album | Победа    | [ 19 ] |
| 2003 | Emboscada                     | Best Urban Music Album | Номинация | [ 20 ] |
| 2004 | En Honor a la Verdad          | Best Urban Music Album | Победа    | [ 21 ] |
| 2005 | Desahogo                      | Best Urban Music Album | Номинация | [ 22 ] |
| 2010 | Babilla                       | Best Urban Music Album | Номинация | [ 23 ] |
| 2010 | «Sentimiento»                 | Best Urban Song        | Номинация | [ 23 ] |
| 2017 | «Papá»                        | Best Urban Song        | Номинация | [ 24 ] |
| 2023 | «Pregúntale a Tu Papá Por Mi» | Best Rap/Hip Hop Song  | Ожидается |        |

### Latin Songwriters Hall of Fame
| Год  | Номинируемая работа | Категория                                  | Результат | Ссылка |
| ---- | ------------------- | ------------------------------------------ | --------- | ------ |
| 2016 | Vico C              | Latin Songwriters Hall of Fame — Performer | Номинация | [ 25 ] |
| 2018 | Vico C              | Latin Songwriters Hall of Fame — Performer | Ожидается | [ 26 ] |

### Lo Nuestro Awards
| Год  | Номинируемая работа | Категория               | Результат | Ссылка |
| ---- | ------------------- | ----------------------- | --------- | ------ |
| 2003 | Emboscada           | Urban Album of the Year | Номинация | [ 27 ] |
| 2006 | Desahogo            | Urban Album of the Year | Номинация | [ 28 ] |
| 2006 | «Desahogo»          | Video of the Year       | Номинация | [ 28 ] |